# 国立近現代建築資料館
国立近現代建築資料館（こくりつきんげんだいけんちくしりょうかん、英語：National Archives of Modern Architecture）は、日本の近現代建築に関する資料（図面や模型等）の劣化・散逸や海外流出を防ぐための収集・保管、建築物の調査研究と啓蒙活動や資料の展示を目的に設立された文化庁所管の資料館である。

## 概要
国際的にも高い評価を得ている丹下健三による国立代々木競技場の設計図はハーバード大学が所有しており、戦前の資料は戦火焼失しているものも多く、建物そのものも老朽化や経済性から解体されている現状がある。こうしたことをうけ、2011年（平成23年）2月8日に閣議決定した「文化芸術の振興に関する基本的な方針（第3次基本方針）」における重点戦略の一つとして「文化芸術の次世代への確実な継承 ― 文化芸術分野のアーカイブ構築に向け、可能な分野から作品、資料等の所在情報の収集や所蔵作品の目録（資料台帳）の整備を進めるとともに、その積極的な活用を図る」べきと示され、「近代以前の伝統的建造物に係る保存政策に比し十分とは言えない近現代建築について、その学術的・歴史的・芸術的価値を次世代に確実に継承して行く体制を構築する」ことを目的とし、文化芸術振興基本法に基づき国土交通省官庁営繕部の大規模リニューアル事業の一環として開設された。
建物は旧岩崎邸庭園に隣接し財務省関東財務局東京財務事務所・農林水産省関東農政局東京地域センター・経済産業省関東経済産業局東京事務所が入所する湯島地方合同庁舎敷地の一角にあった別館（1971年竣工）と新館（1984年竣工）を改修（どちらも旧司法研修所）。二棟の間をウッドデッキの通路で繋ぎ一体化、別館を資料室棟、新館を事務室棟とし、別館二階の階段状講堂をフラットにして展示スペースに充てている。新館は東日本大震災で外壁の一部が剥落したため、格子戸風の外装に一新した（外装仕様は左記のテンプレートを参照）。資料室棟は旧別館の時からピロティ構造となっている。資料室棟と事務室棟の二階間を結ぶ吹き抜けの渡り廊下は旧新館建築時に増設されたもの。岩崎邸への景観配慮から建物周囲に植樹を行い庭園との連続性も持たせている。
収集品目は当面、明治時代から図面のデジタル化が進んだ1990年代頃までに作成されたもので、文化勲章・文化功労者・プリッカー賞・王立英国建築家協会（RIBA）ゴールドメダル・アメリカ建築家協会（AIA）ゴールドメダル・国際建築家連合（UIA）ゴールドメダル・高松宮殿下記念世界文化賞・ヴェネツィア・ビエンナーレ国際建築展金獅子賞を受賞した日本人建築家の作品、DOCOMOMO JAPAN選定 日本におけるモダン・ムーブメントの建築#日本におけるDOCOMOMO選の一覧、メタボリズムに参加した建築家の作品を対象とする。開館から三年で緊急に保護が必要な資料約60000点を収集・保管した。
調査事業として「我が国の近現代建築資料の所在情報の概要把握と情報管理方法の提案」を募集するなども行っている。
「明治日本の産業革命遺産 製鉄・製鋼、造船、石炭産業」に次いで国立西洋美術館が「ル・コルビュジエの建築作品-近代建築運動への顕著な貢献-」の構成資産として世界遺産に登録されたこともあり、近現代建築資料を収集することは遺産の価値を補完し、ユネスコの世界遺産と博物館指針に沿うものとなる。
名誉館長に建築家の安藤忠雄が就任している。

## 利用情報
| 事務室棟(左)と展示室棟(奥) |  | 展示室棟エントランス |  | 展示室棟2Ｆロビー |
| 事務室棟(左)と展示室棟(奥) |  | 展示室棟エントランス |  | 展示室棟2Ｆロビー |

- 開館・休館日は企画展示により異なる（常設展示は行っていない）
- 開館時間は10:00～16:30で、開館当初は入館予約制であったが現在は予約不要になった
- 入場料は無料だが、土日祝は岩崎邸庭園からのみの入館となり要庭園観覧料400円。
- 展示スペースは撮影禁止
- 最寄り駅は東京メトロ千代田線湯島駅